# 1987-88シーズンのロサンゼルス・レイカーズ
1987-88シーズンのロサンゼルス・レイカーズは、ファイナル初出場のデトロイト・ピストンズと7試合の奮闘の末勝利し、11回目となるNBAチャンピオンを獲得したシーズンである。

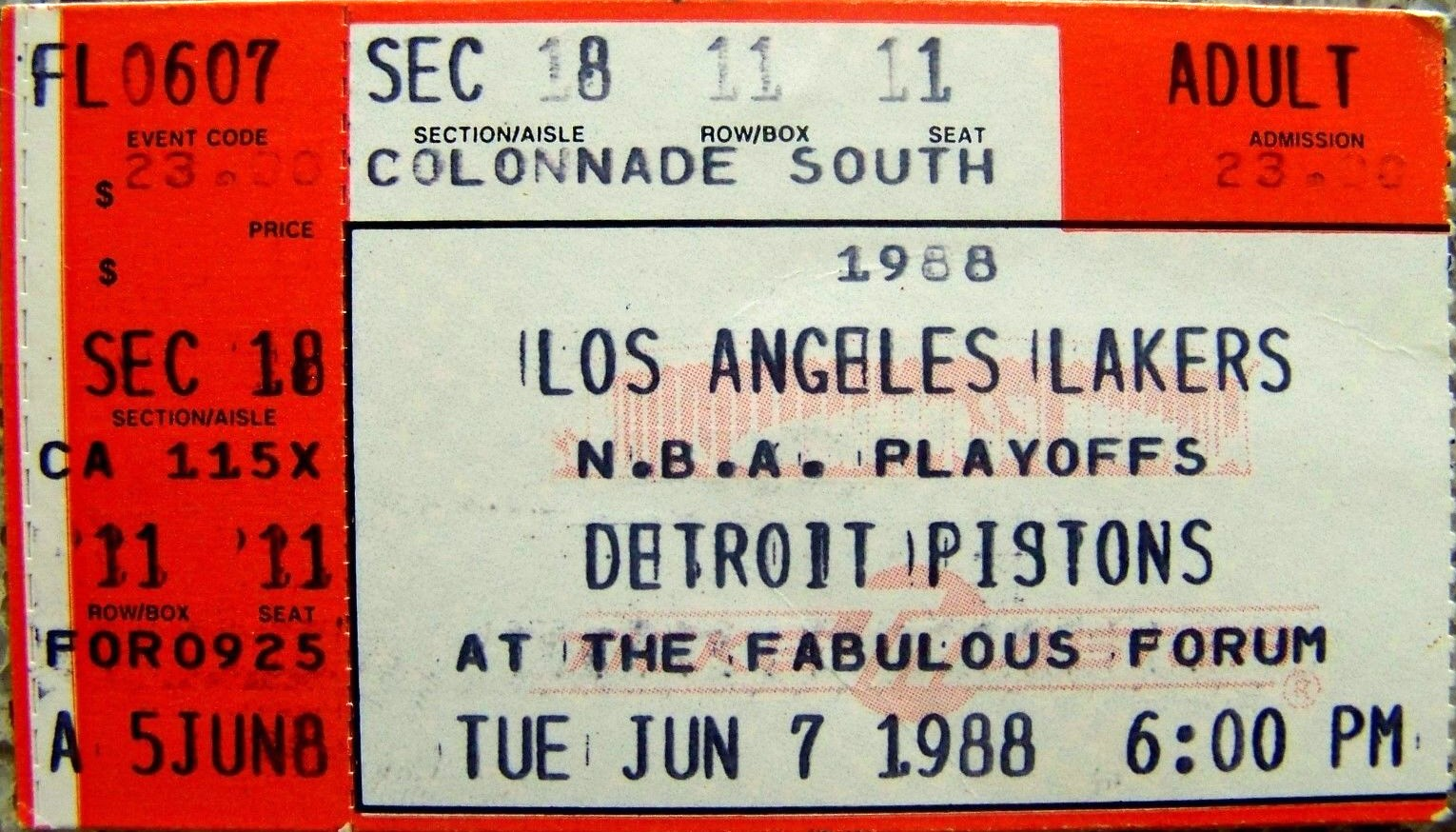
1988年のNBAファイナルにてフォーラムで販売していた当時のチケット

## ドラフト指名
| 巡 | 指名順 | 選手                     | ポジション        | 国籍           | 大学                       |
| -- | ------ | ------------------------ | ----------------- | -------------- | -------------------------- |
| 3  | 69     | ウィリー・グラス         | フォワード        | アメリカ合衆国 | セント・ジョンズ大学       |
| 4  | 92     | ラルフ・タリー           | ポイントガード    | アメリカ合衆国 | ノーフォーク州立大学       |
| 6  | 115    | ケニー・トラヴィス       |                   | アメリカ合衆国 | ニューメキシコ州立大学     |
| 6  | 138    | フランク・フォード       | ガード/フォワード | アメリカ合衆国 | オーバーン大学             |
| 7  | 161    | ロン・ヴァンダーシャーフ |                   | オランダ       | セントラル・ワシントン大学 |

## レギュラーシーズン成績

### ディビジョン
Template:1987-88シーズンのNBAパシフィック・ディビジョンの順位表

### カンファレンス
Template:1987-88シーズンのNBAウェスタン・カンファレンスの順位表